# Microalgen

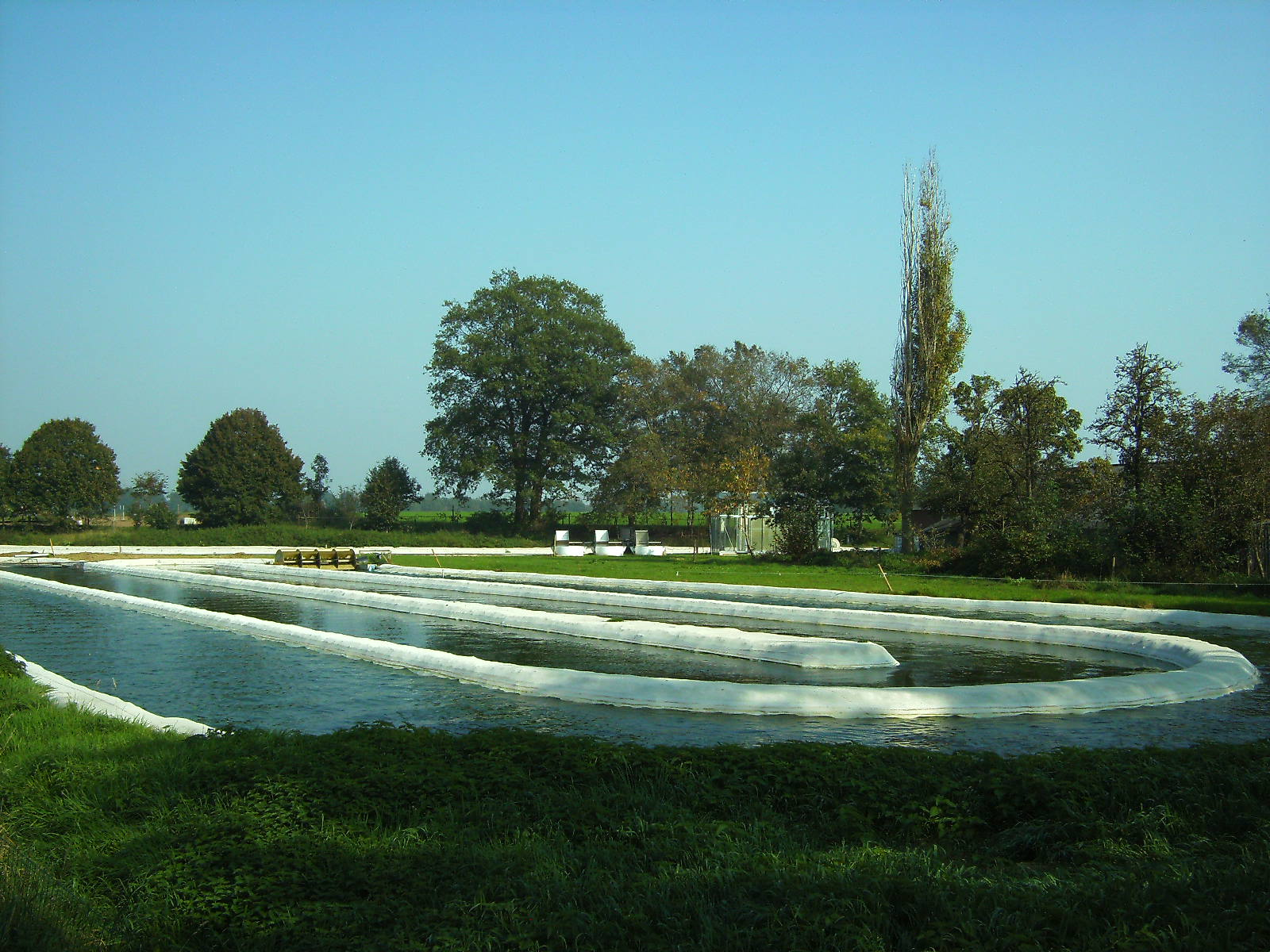
Microalgenkwekerij bij Borculo in Nederland

Microalgen (ook: microfyten) zijn microscopische algen die worden aangetroffen in zoet water en in oceanen.
Microalgen zijn doorgaans eencellige soorten die afzonderlijk bestaan of in ketens of groepen. Afhankelijk van de soort kan hun grootte variëren van enkele micrometer (µm) tot enkele honderden van micrometer. Microalgen hebben geen wortels, stengels of bladeren. Microalgen zijn in staat tot het uitvoeren van fotosynthese en zijn daarmee belangrijk voor het leven op aarde, zij produceren ongeveer de helft van de zuurstof in de atmosfeer en verbruiken tegelijkertijd koolstofdioxide om foto-autotroof te groeien.
De biodiversiteit van microalgen is groot: er wordt geschat dat er ongeveer 200 000 tot 800 000 soorten bestaan, waarvan er ongeveer 35 000 zijn beschreven. Meer dan 15 000 nieuwe chemische verbindingen, afkomstig van de biomassa van algen zijn gekarakteriseerd (Cardozo et al. 2007). De meeste van deze soorten microalgen produceren stoffen zoals carotenoïden, antioxidanten, vetzuren, enzymen, peptiden, toxinen en sterolen. 
De chemische samenstelling van microalgen varieert aanzienlijk, afhankelijk van zowel de soort als de groei-omstandigheden. Het is mogelijk om in microalgen de gewenste producten te accumuleren door het veranderen van omgevingsfactoren zoals temperatuur, belichting, pH, toevoer van CO2, zouten en voedingsstoffen.
Hoewel visolie bekend is geworden vanwege de aanwezigheid van omega 3-vetzuren, is het niet de vis die omega 3-vetzuren produceert, maar vindt er bij vissen accumulatie plaats door het eten van microalgen.
Arthrospira en Chlorella zijn microalgen (een blauwwier en een groenwier) die als voedingssupplement gebruikt worden.